# Eulophia nicobarica
Eulophia nicobarica är en orkidéart som beskrevs av Nambiyath Puthansurayil Balakrishnan och N.G.Nair. Eulophia nicobarica ingår i släktet Eulophia och familjen orkidéer.
Artens utbredningsområde är Nicobarerna. Inga underarter finns listade i Catalogue of Life.